# 笠原亮
笠原 亮（かさはら りょう、1980年1月19日 - ）は、静岡県三島市出身の競艇選手。
登録番号4019。身長170cm。体重52kg。AB型。84期。静岡支部所属。同期は中村有裕、中島孝平、片岡恵里ほか、弟子は板橋侑我。愛称は「令和の不死鳥」。

## 経歴
- 1999年5月14日、浜名湖競艇場の一般戦でデビュー(5着）。
- 1999年5月16日、デビュー節3日目1レースで水神祭を飾る（1号艇・6コース。決まり手は差し）。
- 2001年11月、宮島競艇場で行われたG1開設47周年記念競走でG1初出場。
- 2005年3月、多摩川競艇場で行われたSG総理大臣杯競走でSG初制覇[1]。
- 2005年4月、びわこ競艇場で行われたG1びわこ大賞　開設53周年記念でG1初制覇。
- 2013年11月25日、住之江競艇場で行われた『第49回報知新聞社賞 ダイナミック敢闘旗』初日10レース、4号艇からまくり差しを決めて通算1000勝達成[2]。
- 2015年11月、芦屋競艇場で行われたSGチャレンジカップで2度目のSG優勝[3]。1号艇1コース。決まり手は逃げ。
- 2020年8月16日、浜名湖競艇場での第7Rにおいて他艇と接触して落水。顔面多発性骨折で全治不明の重傷を負い、ドクターヘリで救急搬送される事態となった[1]。
- 2021年10月30日、浜名湖競艇場で行われた「オレンジリボン支援競走 ニッカン・コム杯」で1年2か月ぶりにレース復帰。翌31日に復帰初勝利を果たし、さらに11月3日の優勝戦に勝利した[1][4]。

## 人物・エピソード
- 少年時代までは地元の少年野球チーム・リトルジャイアンツに所属していた。三島市立北中学校・沼津学園高等学校でも野球部に所属、高校では2番センターでレギュラーだった。
- 骨折した際は口が動かせないので約1ヶ月間食事を摂ることができず、体重が約10㎏落ちた[1]。さらに左目も見えなくなったため、「毎日（選手を）辞めざるを得ないなと思っていた」というが[1]、リハビリの担当者が競艇好きで、「絶対に笠原をレースに復帰させる」として長期間にわたるリハビリを行いサポートし、その間に見えなかった左目の視力も徐々に回復してレース復帰を果たした[1]。